# Ut Gevollug
Ut Gevollug is een gezelschap van 11 mannen, die Prins Amadeiro vergezellen tijdens carnaval in Oeteldonk ('s-Hertogenbosch). In 1928 trad 'Ut Gevollug' voor het eerst op met als taak om een beschermende haag te vormen rondom de Prins en zijn en zijn adjudant. Ut Gevollug dient de prins te begeleiden ongeacht tijdstip en locatie gedurende de drie carnavalsdagen in Oeteldonk, dit alles in nauw overleg met Driek Pakaon, de Adjudant, D'n Assessor Kees Minkels en de Minister van Protocol. Het Oeteldonkse carnaval is het feest van de omgekeerde wereld. Ook hier: een korporaal staat aan het hoofd van 10 generaals. De aanspreektitel is respectievelijk 'Generaal' of 'Korporaal'. De groep functioneert als een collectief van 11. Het zijn allen studenten, die worden gerekruteerd uit het dispuut 'Oeteldonk' van de TU te Delft. Een traditie die na de oorlog is begonnen door toedoen van Z.K.H. Prins Amadeiro XVI. Na een onderbreking van enige tientallen jaren is deze traditie in 1999 weer in ere hersteld.

## Kleding
Hun kleding is door de protocolcommissie voorgeschreven en bestaat uit een tuniek van soldateske-operetteachtige allure en bijbehorende hoofdbedekking. Ze dragen daarbij een witte coltrui, zwarte broek en zwarte schoenen. Ieder lid draagt een koperen plaat met daarop de woorden Ut Gevollug geslagen. De korporaal heeft ook nog een lederen schild, waarop het woord "Korporaal" staat. Op de mouw van de tuniek staat de letter "A" op rode fond.